# Coelorinchus kaiyomaru
Coelorinchus kaiyomaru és una espècie de peix de la família dels macrúrids i de l'ordre dels gadiformes. Va ser descrit pels ictiòlegs japonesos Takao Arai i Tornio Iwamoto el 1979, que el va distingir del Coelorinchus innotabilis amb se'l solia confondre.

## Morfologia
Els adults poden assolir 43 cm de llargària total.

## Alimentació
Menja decàpodes, gastròpodes i poliquets.

## Hàbitat
És un peix marí d'aigües profundes que viu entre 625-1150 m de fondària.

## Distribució geogràfica
Es troba a Nova Zelanda, Tasmània i les Illes Malvines.